# Sinistra Cittadina

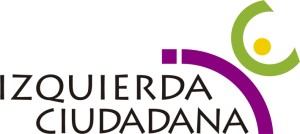
Logo dal 2012 al 2014

Sinistra Cittadina (in spagnolo: Izquierda Ciudadana) è stato un partito politico cileno di orientamento socialista cristiano fondato nel 2012 a seguito della confluenza tra Sinistra Cristiana del Cile e altri movimenti minori.
Si è dissolto nel 2018, allorché è confluito con il movimento MAS Región per costituire un nuovo soggetto politico, MAS Sinistra Cittadina.